# Gruppe der Neger-Alabastra

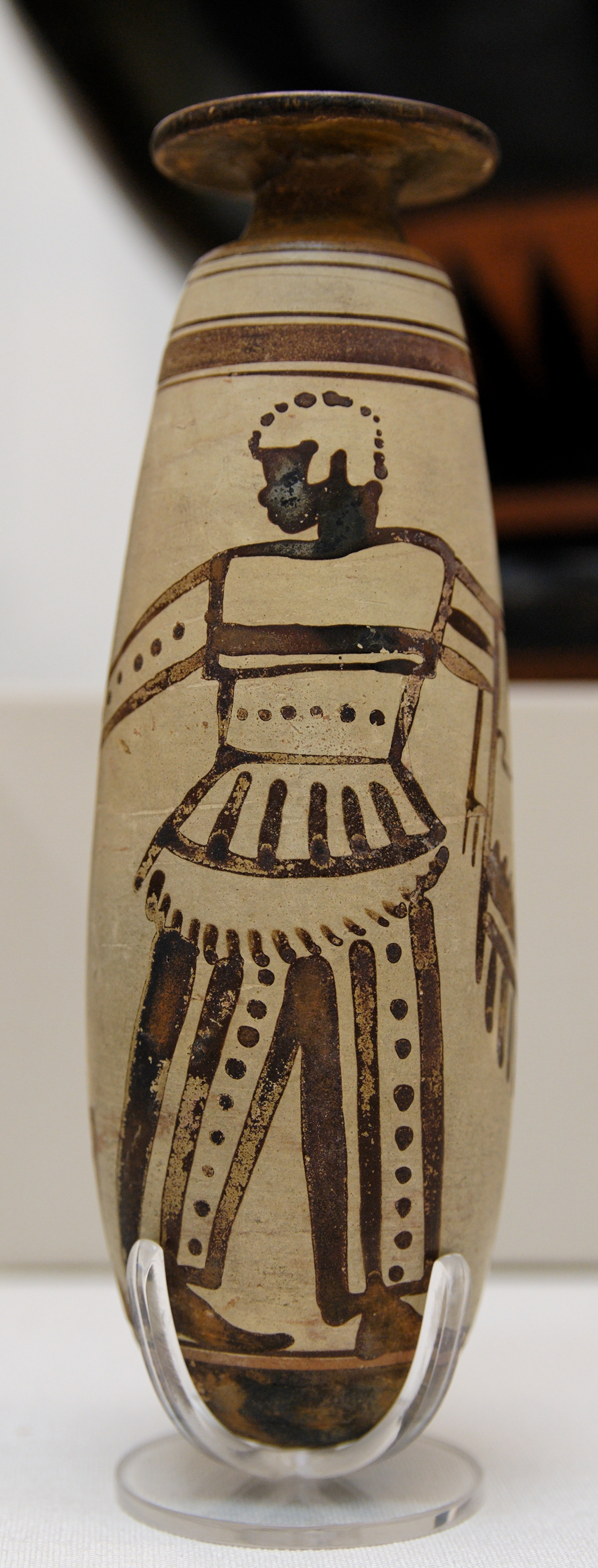
London, British Museum
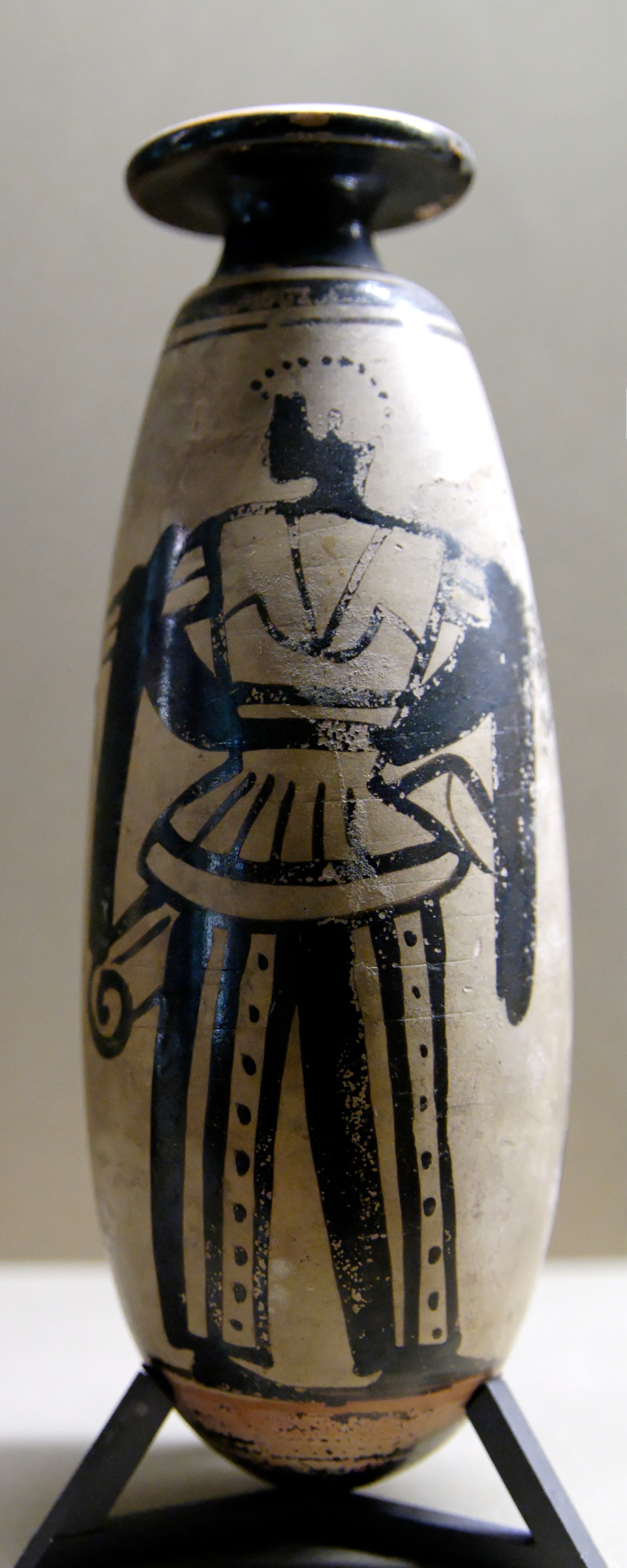
Paris, Louvre

Gruppe der Neger-Alabastra (englisch Group of the Negro Alabastra) ist der Notname einer Gruppe attischer Vasenmaler.
Die Gruppe bemalte um 490/470 v. Chr. zahlreiche zwischen 14 und 17 cm hohe Alabastra im rotfigurig-weißgrundigen Stil, auf denen dunkelhäutige Kämpfer („Neger“) dargestellt sind. Die Gruppe wird zur Syriskos-Gruppe gerechnet und ist vom Syriskos-Maler abhängig, verwandte Alabastra gehören zur Gruppe des Malers von New York 21.131.
Die Vasen wurden fast ausschließlich einfigurig bemalt, die A-Seite der Alabastra wird dabei vollständig von der Figur eingenommen, nur ein Exemplar zeigt zwei Figuren. Die umlaufende Bildzone nimmt etwa ⅔ der Höhe des Gefäßes ein, oben und unten wird sie durch Ornamentbänder oder Glanzstreifen begrenzt. Der weiße Überzug bedeckt den Vasenkörper bis auf den Hals, die Mündung und den Boden. Die Malereien sind in der sogenannten Semi-outline-Technik ausgeführt: der Körper wurde als Silhouette gemalt, die Haare, Kleidung und die Gegenstände jedoch als Umrisszeichnung.
Die A-Seiten der Vasen zeigen dunkelhäutige Kämpfer, die als Aithiopier interpretiert werden, die mit Hosen und Gewand bekleidet sind. Dazu tragen sie entweder einen Lendenschurz oder einen kurzen Chiton mit leichter Panzerung darüber und gelegentlich einen Schal. Als Attribute, die sie als Kämpfer auszeichnen, tragen sie Pelte, Bogen, Gorytos oder Streitaxt mit sich. So sehr sich die Darstellungen auf den ersten Blick gleichen, erkennt man jedoch Variationen bei jeder einzelnen Darstellung. Einzelne Vasen zeigen ein abweichendes Bildprogramm, etwa einen griechisch gerüsteten Aithiopier mit Rundschild und Speer, einen Kämpfer, der gemeinsam mit einem Panther an einem Altar stehend gezeigt wird, oder eine nackte Figur mit Schild und Rhyton in den Händen. Auf der B-Seite werden meist eine Palme und ein Hocker (Diphros) gezeigt.